# Діти Олексія Михайловича

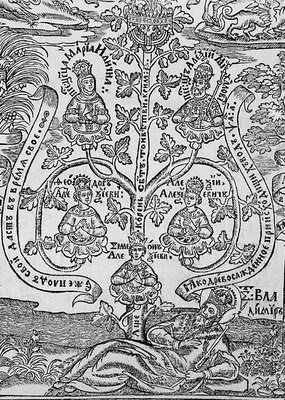
Гравюра «Рід праведних буде благословенний» з книги Лазаря Барановича «Меч духовний», виданої в 1666 р На гравюрі, яка проголошує наступність влади Романових від Рюриковичів, із стегон святого рівноапостольного князя Володимира виростає древо, на якому в квіткових чашечках зображені цар Олексій Михайлович, цариця Марія Іллівна і троє їхніх синів — Олексій, Феодор і Симеон

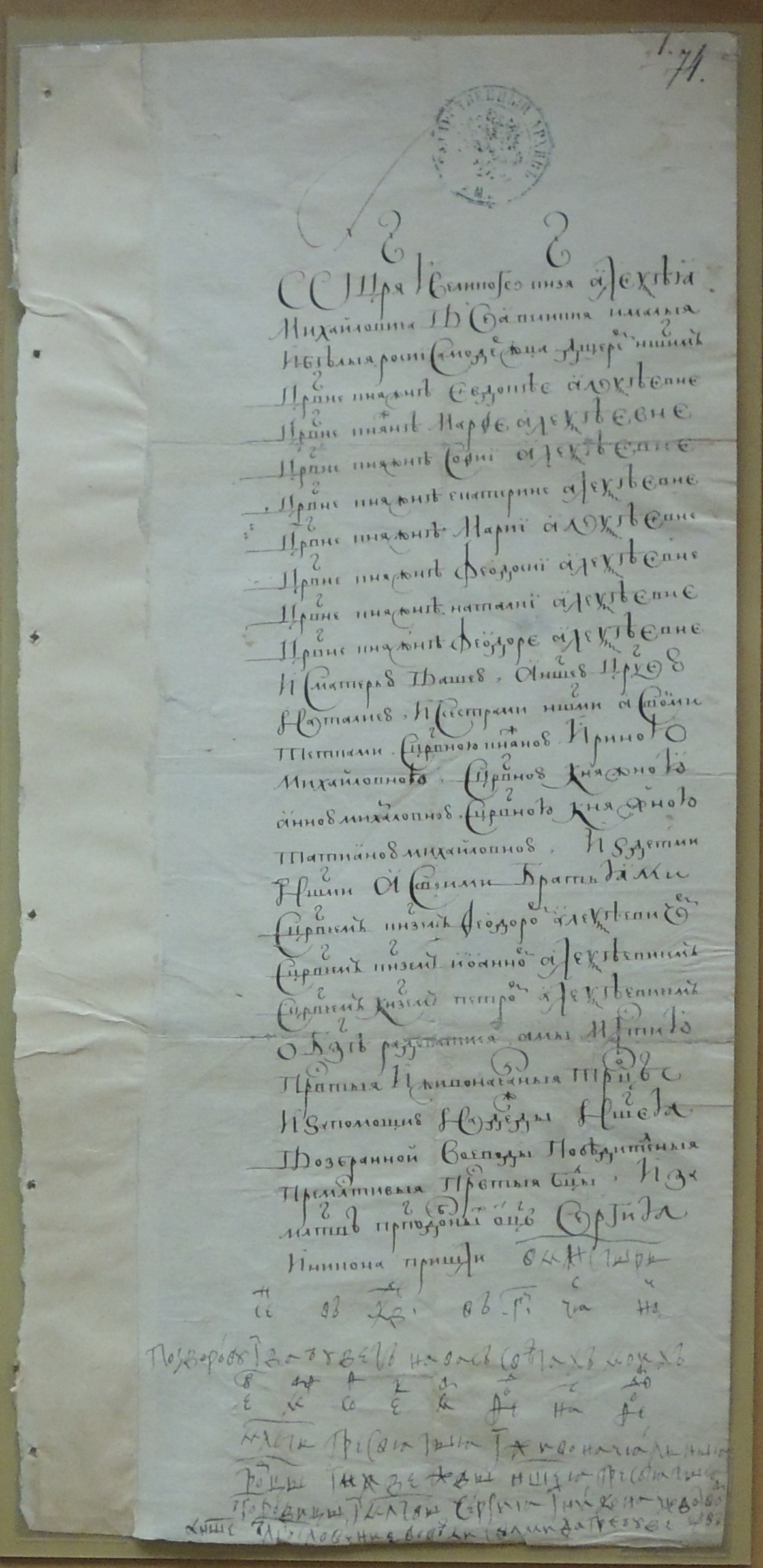
Після 1672. Лист царя Олексія до дружини Наталії, синам Федору, Івану і Петру, дочкам Евдокії, Марфі, Софії,Катерині, Марії, Феодосії, Наталії і Феодорі про благополучне прибуття у Троїце-Сергіїв монастир.

Діти царя Олексія Михайловича — друге покоління російських царевичів та царівен з династії Романових.
Цар Олексій був одружений двічі. Першою його дружиною стала Марія Милославська, яка померла 44-річною, принісши йому 13 дітей. Через 6 днів після її смерті царю виповнилося 40 років, 21 з яких він прожив у шлюбі. Через 23 місяці і дев'ять днів він одружився вдруге з Наталією Наришкіною, яка до його смерті в 46-річному віці встигла народити тільки трьох дітей.
В цілому Олексій Михайлович був батьком 16 дітей від двох шлюбів. Троє з його синів (від першого шлюбу Федір III і Іван V, від другого — Петро I) згодом царювали. Жодна з тих дочок Олексія Михайловича, що вижили, (6 від першого шлюбу, включаючи царівну Софію, і 1 — від другого) не вступила в шлюб. Діти від обох матерів ворогували. Царівен цього покоління називали «Олексіївни», тому що продовжували жити їх тітки «Михайлівни» — кілька царівен — дочок Михайла Федоровича .
Іменослов дітей Олексія, згідно з традицією, багато в чому повторював імена попереднього покоління — братів і сестер Олексія, що в свою чергу перегукувався з іменами братів і сестер прадіда — Філарета і діда — Михайла Федоровича, а також використовував фамільні імена Стрешнєва, Милославських і Наришкіних, з яких походили мати і дружини царя (див. також Родові імена Романових).

## Діти Милославської

### Дмитро

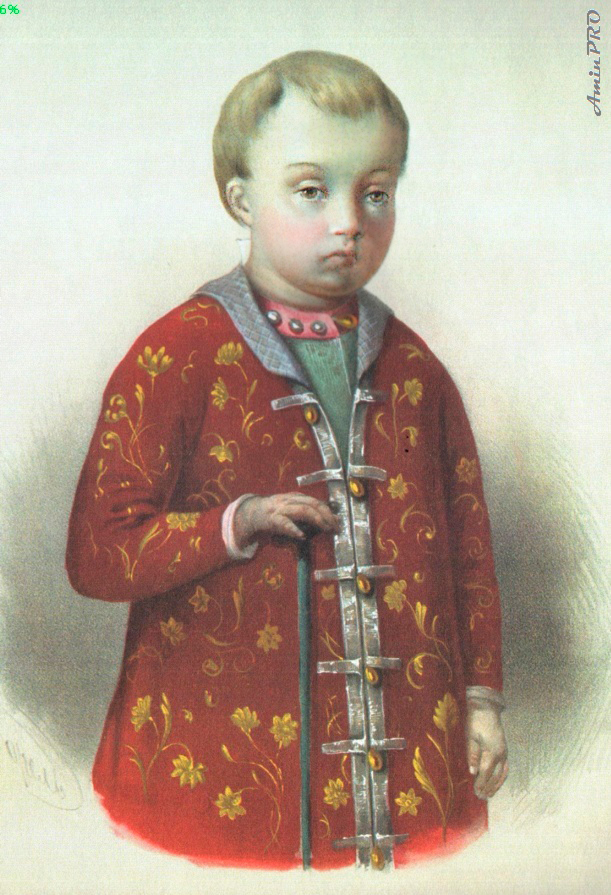
Дмитро

Царевич Дмитро Олексійович (22 жовтня (1 листопада) 1648 — 6 (16) жовтня 1649) був первістком царя Олексія.
Хлопчик отримав традиційне ім'я правлячої династії Дмитро (як царевичі з династії Рюриковичів), і був хрещений в честь св. Дмитра Солунського . «Імена трьох синів Олексія Михайловича відтворювали імена представників останньої царської сім'ї Рюриковичів — царя Івана, царя Федора і царевича Дмитра» .
Народився з вродженими вадами і відхиленнями, в зв'язку з чим й помер у дитинстві, не проживши і одного року. Похований в Архангельському соборі Московського Кремля.
Царівна Євдокія Олексіївна (17(27) лютого, 1650, Москва — 10 (21) травня 1712, Москва) — при Петрі проживала в Новодівочому монастирі, однак постригу в чернецтво не приймала.
 1683 року іноземець її описує: «Євдокія, старша, в стороні від справ» . 
 Померла неодруженою, у віці 62 років, за царювання свого брата Петра I, і була похована в Смоленському соборі Новодівичого монастиря .

### Марфа

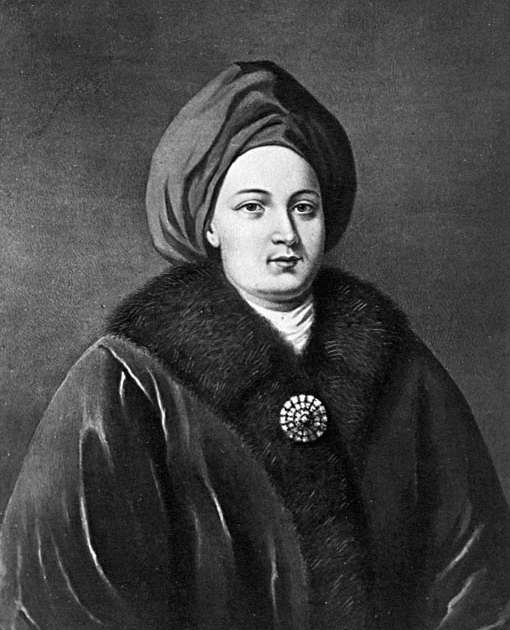
Марфа

Царівна Марфа Олексіївна в чернецтві Маргарита (26 серпня (5 вересня) 1652 — 19 (30) червня 1707) — третя дитина царя Олексія Михайловича.

Хрещена 4 (14) вересня 1652 року у Чудівському монастирі . Ім'я «Марфа» було для Романових родовим — так звалися її прабабуся черниця Марфа і рано померла тітка Марфа Михайлівна . 
 1683 року іноземець її описує: "Марфа, має 30 років; також ні в що не втручається " . 
 У 1698 році за співчуття і допомогу своїй сестрі царівні Софії була пострижена в Успенському монастирі в Александровій слободі. Похована там же — померла неодруженою у віці 55 років за царювання свого брата Петра I.

### Олексій

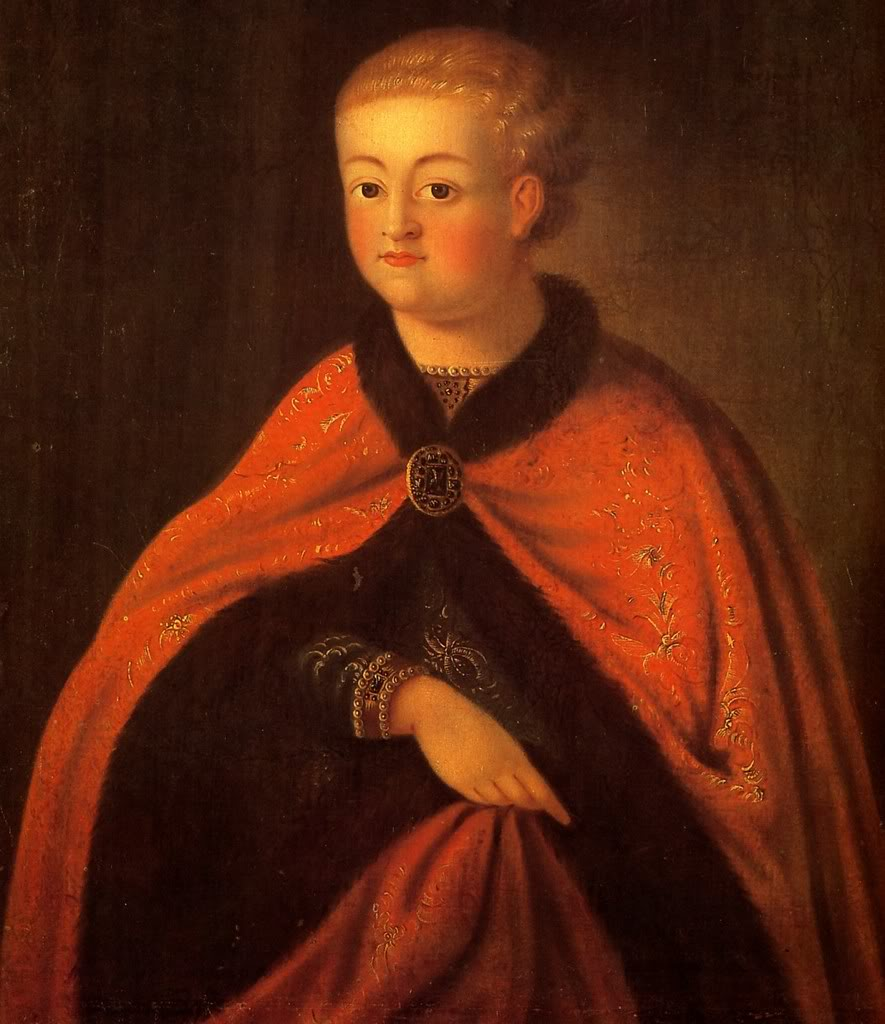
Олексій

Царевич Олексій Олексійович (5 (15) лютого 1654 — 17 (27) січня 1670) дожив до 15-річного віку.
Отримав те ж ім'я «Олексій», що і його батько, однак їх тезоіменитні святі були різні .
Похований в Архангельському соборі.

### Анна
Царівна Анна Олексіївна (23  січня (2 лютого) 1655, Вязьма — 8 (18) травня 1659, Москва) — третя дочка і п'ята дитина царя Олексія Михайловича і цариці Марії Милославської. Народилася у Вязьмі, куди Марія Іллівна з усім сімейством приїхала для зустрічі з Олексієм Михайловичем, в той час як в Москві вщухала епідемія чуми .
Отримала ім'я «Анна» — таке ж, як ще жива при її народженні тітка царівна Анна Михайлівна, яка, в свою чергу отримала ім'я на честь тітки царя Михайла, сестри патріарха Філарета — Анни Микитівни. Або в честь сестри своєї матері — Анни Іллівни Морозової, ур. Милославської .
Померла у віці 4 років. Була похована в Вознесенському монастирі в Московському Кремлі, після його руйнування більшовиками прах, разом з іншими було перенесено у підземну палату південної прибудови Архангельського собору, де знаходиться і зараз. 
Напис на кришці саркофага : «Лета 7167 майя в 8 ден проти дев'ятого числа на пам'ять святого пророка Ісая преставилась раба божа государиня царівна і велика княжна Анна Олексіївна о сьомій годині нощи» .

### Софія

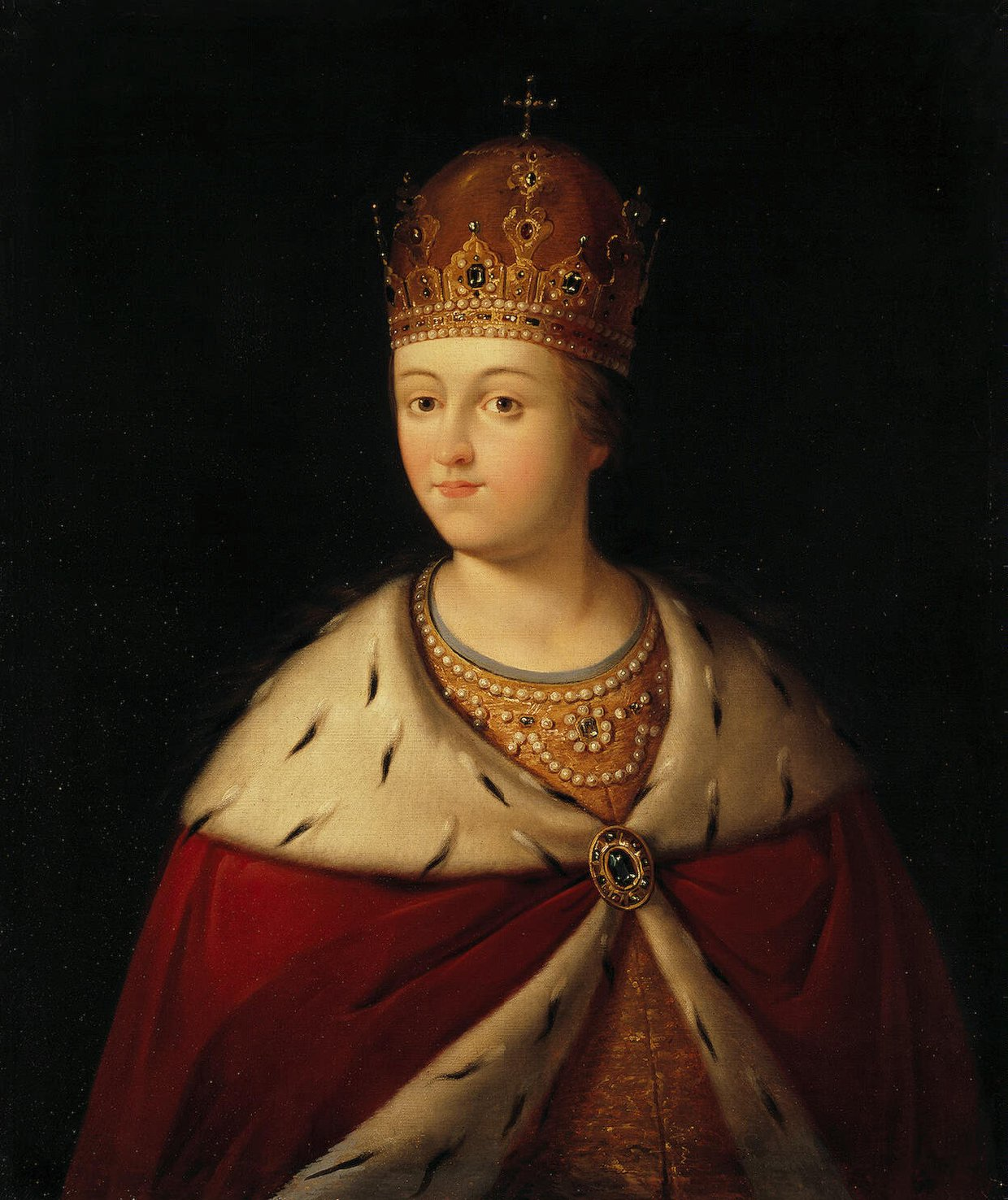
Софія

Царівна Софія Олексіївна, в чернецтві Сусанна (17 (27) вересня 1657 — 3 (14) липня 1704) — правителька руської держави.

Отримала традиційне княже ім'я " Софія ", так само звалася її рано померла тітка царівна Софія Михайлівна . 
 1683 року іноземець її описує: "Софія Олексіївна, старше покійного царя Феодора, вона керує в Москві з боярами; звела на престол свого брата Іоанна. Розумна і побожна, проводить час у молитві і пості. Читає житія святих по-польськи, що в віршах видав Баранович. Царя Іоанна вона так оберігає, що він нікуди не виїжджає, та й до нього ніхто не ходить без її дозволу. Бояри також не скликаються думи без неї не тільки у справах державним, але навіть і приватним " . 
 Скинута і пострижена в Новодівочий монастир в 1698 році, де і померла в правління свого брата Петра 46-річною і неодруженою. Похована в Смоленському соборі Новодівичого монастиря в Москві.

### Катерина
Царівна Катерина Олексіївна (27 листопада (7 грудня) 1658 — 1 (12) травня 1718. За переказами, перед народженням дочки Олексію Михайловичу привидівся образ св. великомучениці Катерини Олександрійської, тому дочка отримала це нетипове для Романових ім'я, яке пізніше закріпиться в династії, так як ця царівна стане хрещеною майбутньої Катерини I.
 1683 року іноземець її описує: «Катерина — носить шапку і сукню в польському смаку (на кшталт» tuztuka "з широкими рукавами); закинула московські каптани, перестала заплітати волосся в одну косу " . 
 Померла у віці 60 років в правління свого брата Петра. Похована в Смоленськом соборі Новодівичого монастиря.

### Марія
Царівна Марія Олексіївна (18 (28) січня 1660 — 9 (20) березня 1723). Пережила всіх своїх сестер і померла останньою в 1723 році, в 63-річному віці, неодруженою, за два роки до смерті свого брата Петра. Похована в Петропавлівському соборі Санкт-Петербурга.
Отримала ім'я на честь своєї матері, Марії Милославської . 

### Федір

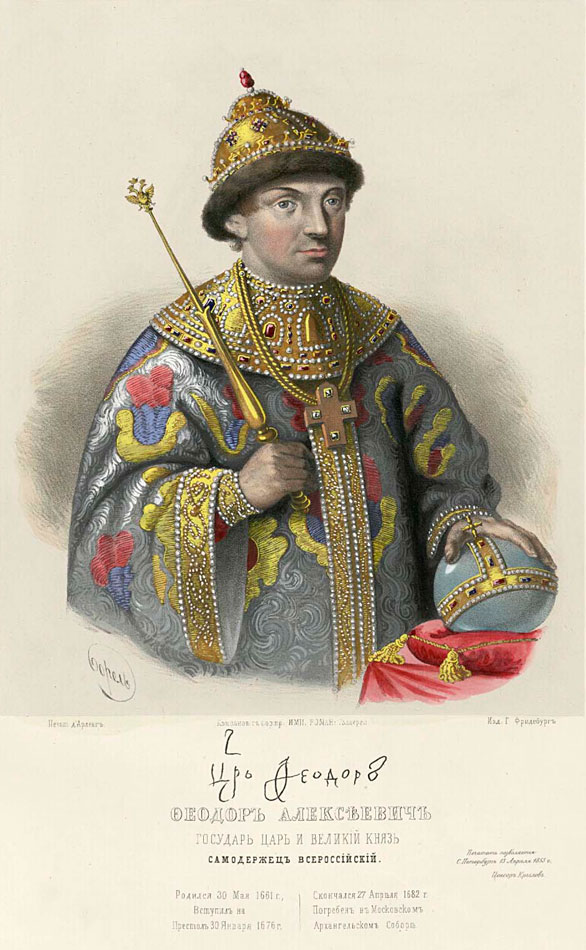
Федір

Федір III Олексійович (30  травня 1661 — 27  квітня 1682) — старший з тих, що вижили синів Олексія Михайловича.
Мабуть, отримав ім'я на честь прадіда — патріарха Філарета, також воно відповідало царю Федору Івановичу — двоюрідному дядькові Михайла Федоровича .
Став царем. Помер в 20-річному віці, його єдина дитина Ілля Федорович помер перед ним.
Похований в Архангельському соборі Кремля.

### Феодосія
Царівна Феодосія Олексіївна, в чернецтві Сусанна (29 березня (8 квітня) 1662 — 14 (25) грудня 1713).

Мабуть, була названа на честь сестри своєї бабки Євдокії — Феодосії Стрешневой . 
 1683 року іноземець її описує: "Феодосія, молодше царя Феодора і старше Іоанна; в даний час проживає у своєї тітки Тетяни; побожна, як черниця " . 
 Померла в 51-річному віці в царювання свого брата Петра. Похована в Успенській обителі в Олександрівській слободі в одному склепі з сестрою Мартою.

### Симеон

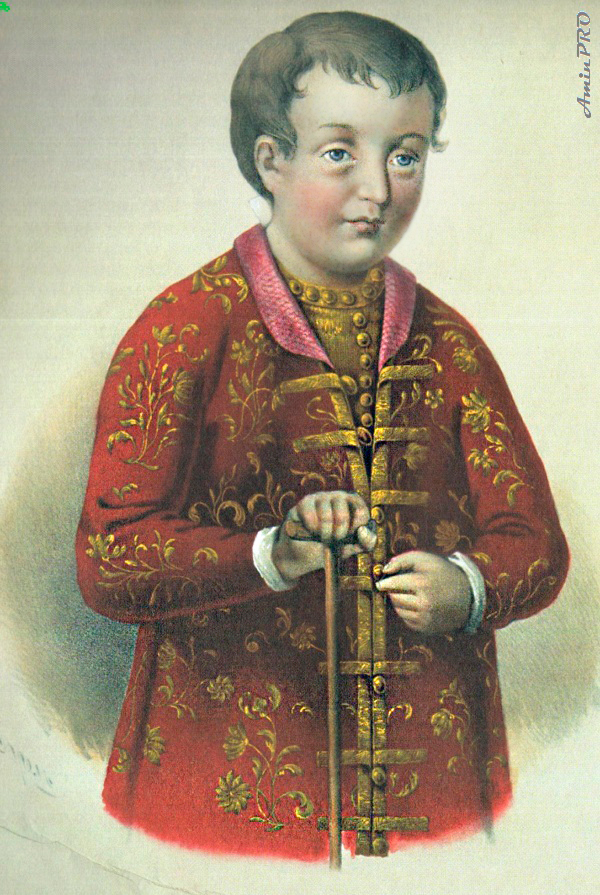
Симеон

Царевич Симеон Олексійович (3 (13) квітня 1665 — 18 (28) червня 1669) — помер в 3- річному віці.
Був названий на честь брата своєї бабки — Семена Лук'яновича Стрешнева .
Похований в Архангельському соборі.

### Іван

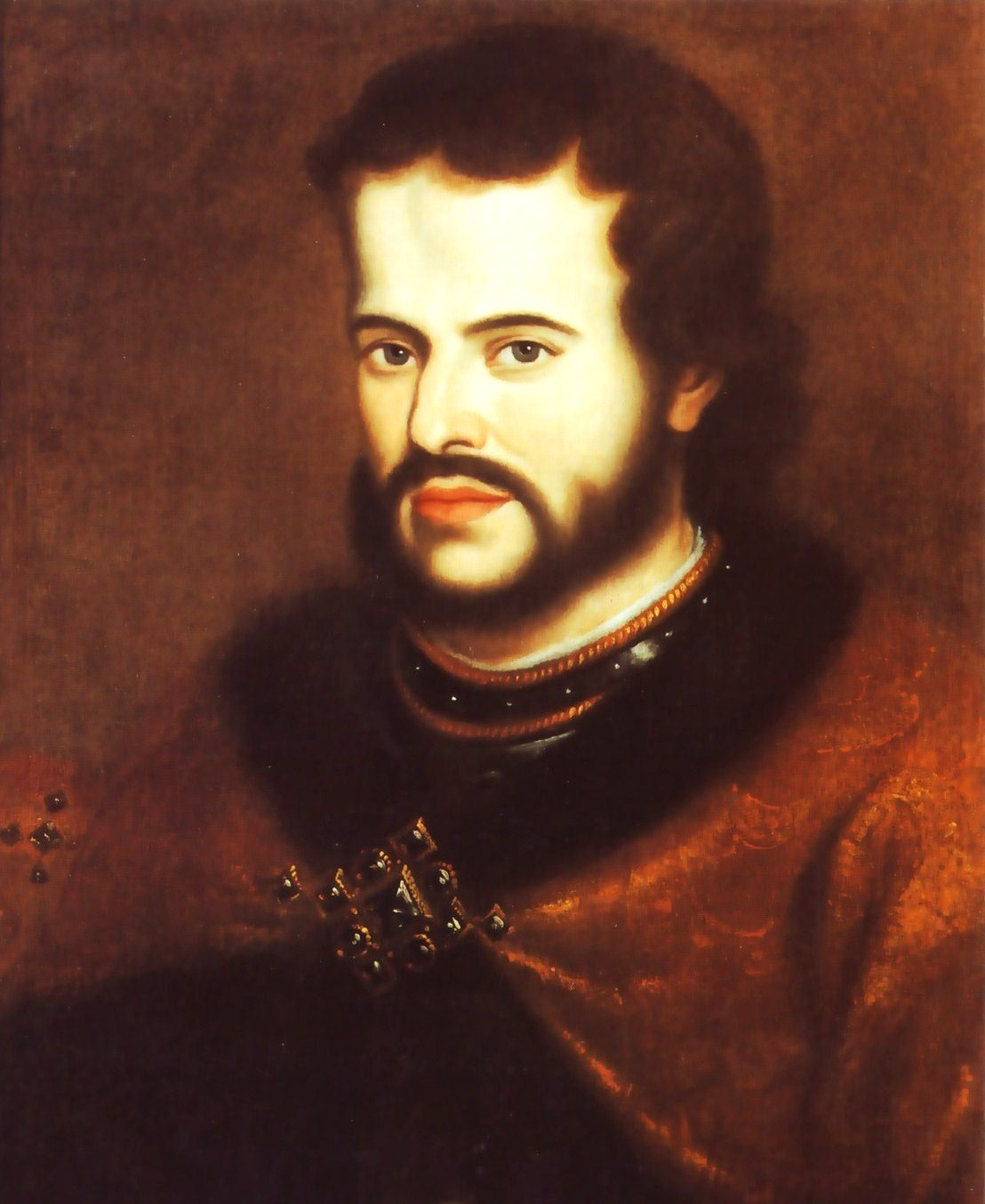
Іван

Іван V Олексійович (27 серпня 1666 — 29 січня 1696) — другий із синів Олексія, що дожили до дорослого віку. Став царем.
Отримав традиційне царське ім'я " Іван ".
Залишив потомство жіночої статі. Помер у віці 29 років. Похований в Архангельському соборі.

### Євдокія (молодша)
Царівна Євдокія Олексіївна (Молодша) 26  лютого — 28  лютого 1669, Москва) — дочка царя Олексія Михайловича від першого шлюбу, остання, 13-а, дитина цариці Марії Милославської.
Дівчинка померла за кілька днів до смерті своєї матері, яка померла 3 березня. 
Вона — друга з дочок царя Олексія Михайловича, що носили ім'я " Євдокія ", що іноді викликає плутанину, тому що її старша сестра Євдокія Олексіївна пережила тезку. Причини, за якими дитина отримала ім'я ще живого родича в тому ж поколінні, не ясні.
Похована в Московському Вознесенському дівочому монастирі, в 1929 році останки перепоховані в підвальній палаті Архангельського собору Московського кремля.

## Діти Наришкіної

### Петро

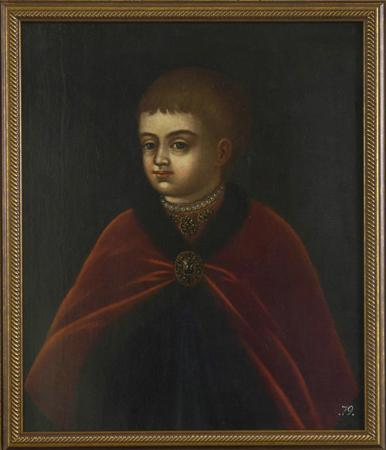
Петро

Петро Олексійович (30  травня 1672 — 28 січня 1725) — російський імператор, молодший син Олексія Михайловича.
Причина, по якій він отримав ім'я «Петро» . Воно не зустрічалося ні у Романових, ні у Наришкіних, і навіть Рюриковичів в московській династії останнім представником був Петро Дмитрович, який помер в 1428 році .
Залишив потомство (див. Діти Петра I). Похований в Петропавлівському соборі Петербурга.

### Наталя

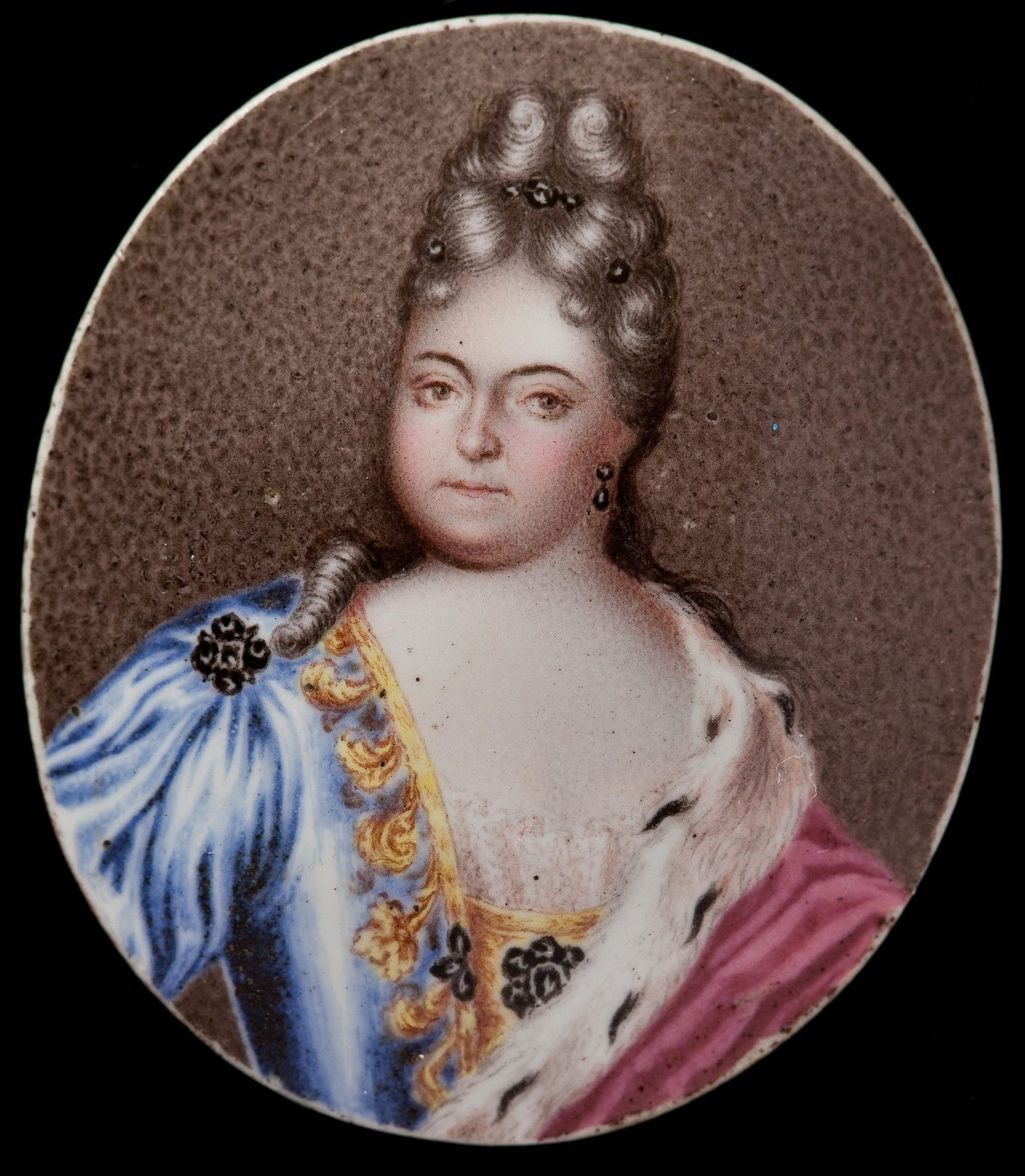
Наталя

Царівна Наталія Олексіївна 22 серпня 1673 — 18 (29) червня 1716) — єдина, що вижила донька цариці Наталії Кирилівни Наришкіної і  сестра Петра I.

Отримала ім'я на честь своєї матері Наталії Наришкіної . 
 1683 року іноземець її описує: «У Наталії [Наришкіної], крім Петра, є ще дуже красива дев'ятирічна дочка, теж Наталія, що відрізняється чудовою красою, по уму і ввічливості вона вся в матір» . 
 Померла в 43-річному віці, неодруженою, за царювання свого брата Петра. Була похована в Петербурзі, в Олександро-Невській лаврі на Лазаревському цвинтарі, перепохована в Благовіщенській церкві тієї же лаври.

### Феодора
Царівна Феодора Олексіївна (Федора) 4 [14] вересня 1674 , Москва — 28 листопада [8 грудня] 1677, там же) — царівна, третя дитина і остання дочка царя Олексія Михайловича і його другої дружини Наталії Кирилівни Наришкіної.
Як вважає Е. В. Пчелов, отримала жіноче ім'я " Феодора ", нетипове для Романових, як парне до чоловічого імені " Феодор ", яке носив її старший брат, спадкоємець престолу Федір Олексійович . Була хрещена патріархом Іоакимом в Чудівському монастирі .
Померла в дитинстві. Була похована у Вознесенському монастирі в Московському Кремлі, після його руйнування більшовиками останки, разом з іншими були перенесені підземну палату південній прибудови Архангельського собору, де знаходяться і зараз. 
Напис на кришці саркофага: "Лета 7176 листопада в 28 день в середу о п'ятій годині нощи на пам'ять преподобного батька нашого сповідника Стефана Нового преставився раба божого благовірного царя і великого князя Олексія Михайловича всієї Великої і Малої і Білої Русі самодержця дочко благовірна государиня царівна і велика княжна Феодора Олексіївна похована грудня о 13 день " .